# Une éducation manquée
Une éducation manquée (Un'educazione incompleta) è un'operetta in un atto e nove scene di Emmanuel Chabrier. Il libretto francese era di Eugène Leterrier e Albert Vanloo. Composta tra il 1878 e il 1879, l'opera, ambientata nel XVIII secolo, è in quello stile di operetta vivace e leggero in cui Chabrier eccelleva e in cui si era perfezionato ne L'étoile circa un anno prima. L'operetta fu molto ammirata da Ravel, Hahn e Messager, tra gli altri.

## Storia delle esecuzioni
L'"opérette" fu eseguita per la prima volta il 1º maggio 1879 nell'ambito di una serata di intrattenimento organizzata dal "Cercle international" nel Boulevard des Capucines, con accompagnamento al pianoforte dello stesso Chabrier. Fu ripresa nel marzo del 1910 a Monte Carlo e il 9 gennaio 1911 al Théâtre des Arts diretta da Gabriel Grovlez. Nel dicembre 1918 Jane Bathori montò il pezzo al Théâtre du Vieux-Colombier. La produzione parigina di Diaghilev del 1924, disegnata da Juan Gris e diretta da André Messager, fu arricchita dei recitativi di Darius Milhaud in sostituzione del dialogo parlato. Milhaud compose anche un'aria per Hélène basata su una melodia che trovò tra i manoscritti inediti di Chabrier, Couplets de Mariette.
La prima esecuzione all'Opéra-Comique di Parigi, diretta da Roger Désormière, avvenne il 24 marzo 1938 e sempre lì raggiunse la sua cinquantesima Messa in scena nell'aprile 1946. Di tanto in tanto è stata ripresa, anche se a volte con Gontran trasposto nel registro di tenore.

## Ruoli
| Ruolo                 | Timbro voce | Cast della prima, 1º maggio 1879 (Accompagnamento al piano: Chabrier) |
| --------------------- | ----------- | --------------------------------------------------------------------- |
| Gontran de Boismassif | soprano     | Jane Hading                                                           |
| Hélène de la Cerisaie | soprano     | Mme Réval                                                             |
| Maître Pausanias      | basso       | Louis-Auguste Morlet                                                  |

## Trama
L'ouverture richiama "Quand le ciel", la lettera canzone e "Faisons-nous petits".

### Atto 1

#### Scena 1 e 2
Arrivando direttamente dal loro matrimonio (adolescenziale), il giovane conte Gontran e sua moglie Hélène si aspettano qualche consiglio da adulti sulla loro relazione. Il loro fastidio è interrotto dall'arrivo di Pausanias, tutore di Gontran.
Leggermente alticcio, Pausanias spiega nella canzone “Ce vin généreux” che la colpa è stata del Vin de Roussillon perché aveva finito per berne dodici bicchieri. Quindi Pausanias spiega che, sebbene la zia di Hélène sia pronta a vederla, dato che il nonno di Gontran è malato, non può venire a parlare con il giovane, ma gli ha invece inviato una lettera.

#### Scena 3
Da solo, Gontran legge la lettera (in una canzone) che termina dicendo che non c'è nulla che il nonno di Gontran possa insegnargli... Gontran scrive frettolosamente una lettera a Pausanias, chiedendogli di tornare e dargli consigli per la prima notte di nozze.

#### Scena 4
Entra Hélène e si scopre che il consiglio di sua zia era semplicemente quello di essere gentile e obbediente a suo marito. In un duetto "Eh bien, ma chère" si scambiano un bacio ma si rendono conto che ci deve essere qualcosa di più nell'essere marito e moglie...

#### Scene 5 e 6
Di nuovo solo, Gontran si irrita di più, quando Pausanias torna, suggerendogli che potrebbe interrompere qualcosa. Ma Gontran si lamenta perché Pausanias aveva il compito  di insegnargli tutto ciò che un uomo dovrebbe sapere sulla vita. In un duo buffo "Après vous avoir saturé d'hébreu", Pausanias non accetta queste parole, insistendo sul fatto che ha insegnato a Gontran ebraico, indù, algebra, chimica, greco, trigonometria, metafisica, terapeutica, meccanica, dialettica, estetica, statistica, mitologia, metallurgia... e così via. Gontran confuta "no, mille volte no, non è abbastanza!" Infine, Pausanias ammette di non sapere: è troppo impegnato e non era nel programma. Ma promette di scoprirlo e tornare immediatamente.

#### Scene 7 e 8
Gontran maledice il suo tutore, ma, mentre si raccoglie una tempesta, confessa i suoi sentimenti frustrati "Lorsque le ciel"; mentre rimbomba il tuono, Hélène si precipita nella stanza nella sua camicia da notte aperta e spiega che è davvero spaventata dal tuono. Gontran è colpito da quanto sia attraente e le dice che il modo migliore per rimanere calmi in una tempesta è avvicinarsi e tenersi per mano. Mentre il loro duetto "Faisons-nous petits" vola in alto, si avvicinano ancora e si baciano sempre di più - e trovano la risposta alla loro domanda.

#### Scena 9
Ma vengono interrotti quando torna Pausanias. Gontran gli ordina di uscire, chiedendo l'indulgenza del pubblico. Dopo una rapida ripresa del duetto precedente cala il sipario.

## Incisioni
- Christiane Castelli, Claudine Collart and Xavier Depraz, with orchestra conducted by Charles Bruck (1953).